# Soester Madrigal Syndikat
Das Soester Madrigal Syndikat (SMS) war ein 2001 bis 2017 bestehendes ein Herren-a cappella-Quartett aus Soest.
Das Vokalsolisten-Ensemble gründete sich 2001 und beschäftigt sich seitdem mit a-cappella-Gesang vornehmlich aus der Renaissancezeit. Neben geistlichen Werken und Madrigalen dieser Epoche widmen sie sich auch dem Gregorianischen Gesang, der frühen Mehrstimmigkeit, den Catches und Glees des 17. und 18. Jahrhunderts, aber auch zeitgenössischer Literatur.
Impulse erhielten die Sänger Wolfram Herbe, Hans Heyer (beide Tenor), Arp Hinrichs (Bariton) und Stefan Wiesner (Bass) durch Meisterkurse mit dem „ensemble amarcord“ sowie dem „Hilliard-Ensemble“. Für seine musikalischen Leistungen wurde das Quartett mehrfach ausgezeichnet.
Konzertreisen führten es durch ganz Deutschland sowie Polen, Ukraine, Ungarn, England und Frankreich.
(Stand 03/2012)
Seine erste CD mit dem Titel Audivi vocem de coelo veröffentlichte das Quartett im Jahre 2007.
Die zweite CD O Regem Coeli erschien Anfang 2012.
Das Ensemble löste sich nach 16 Jahren als Folge des Weggangs von Bass Stefan Wiesner auf.

## Preise und Auszeichnungen
- 2008: 1. Platz beim Bundeswettbewerb für Ensembles des Deutschen Sängerbundes in Sendenhorst in der Kategorie „Klassik semiprofessionell“ und 2. Platz im Gesamtklassement „Klassik“.[3]
- 2003: Silberdiplom Stufe 8 beim internationalen Musica Mundi Johannes Brahms Festival des Vereins „Interkultur“.[4]